# Des kleinen Volkes Hochzeitsfest auf der Eilenburg

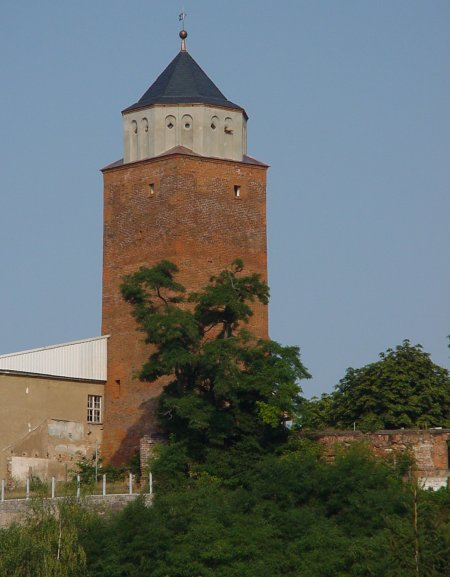
Turm der Eilenburg

Des kleinen Volkes Hochzeitsfest auf der Eilenburg ist eine Sage, die sich auf der mittelalterlichen Burg Eilenburg zugetragen haben soll. Die Sage erschien erstmals 1816 nach einer mündlichen Überlieferung in der Sagensammlung der Brüder Grimm und diente möglicherweise als Vorlage für die Kölner Heinzelmännchensage (1826).

## Die Sage der Brüder Grimm
Des kleinen Volkes Hochzeitsfest auf der Eilenburg

„Das kleine Volk auf der Eilenburg wollte einmal Hochzeit halten und zog daher in der Nacht durch das Schlüsselloch und die Fensterritzen in den Saal und es sprang hinab auf den glatten Fußboden, wie Erbsen auf die Tenne geschüttet werden.
Davon erwachte der alte Graf, der im hohen Himmelbette in dem Saale schlief und verwunderte sich über die vielen kleinen Gesellen. Da trat einer von ihnen, geschmückt wie ein Herold, zu ihm heran und lud ihn mit geziemenden Worten gar höflich ein, an ihrem Feste teilzunehmen. „Doch um eins bitten wir“, setzte er hinzu, „Ihr allein sollt zugegen sein; keiner von Eurem Hofgesinde darf sich unterstehen, das Fest mitanzuschauen, auch nicht mit einem einzigen Blicke.“
Der alte Graf antwortete freundlich: „Weil Ihr mich im Schlaf gestört habt, so will ich auch mit Euch sein.“ Nun ward ihm ein kleines Weiblein zugeführt, kleine Lampenträger stellten sich auf und eine Heimchenmusik hob an. Der Graf hatte Mühe, das Weibchen beim Tanze nicht zu verlieren, da es ihm so leicht daher sprang und endlich so im Wirbel drehte, dass er kaum zu Atem kam. 
Mitten in dem lustigen Tanz aber stand auf einmal alles still. Die Musik hörte auf und der ganze Haufen eilte nach den Türspalten, Mauselöchern oder wo sonst ein Schlupfwinkel war. Das Brautpaar aber, die Herolde und Tänzer schauten aufwärts nach einer Öffnung, die sich oben in der Decke des Saales befand und entdeckten dort das Gesicht der alten Gräfin, die vorwitzig nach der lustigen Gesellschaft herabschaute.
Darauf neigten sie sich vor dem Grafen und derselbe, der ihn eingeladen, trat wieder hervor und dankte ihm für die erzeigte Gastfreundschaft. „Weil aber“, sagte er dann, „unsere Freude und unsere Hochzeit also ist gestört worden, dass noch ein anderes menschliches Auge darauf geblicket hatte, so soll fortan Euer Geschlecht nie mehr als sieben Eilenburger zählen.“
Darauf drängten sie nacheinander schnell hinaus; bald war es still und der alte Graf war wieder allein im finstern Saale.
Die Verwünschung ist bis auf die gegenwärtige Zeit eingetroffen und immer ist einer von den sechs lebenden Rittern von Eilenburg gestorben, ehe der siebente geboren ward.“

## Rezeption
Die Sage fand Aufnahme in die Sammlung Deutsche Sagen der Brüder Grimm (1816) sowie unter dem Namen Der Graf von Eilenburg und die Zwerge in das Deutsche Sagenbuch (1853) von Ludwig Bechstein. Die Ballade Hochzeitslied von Johann Wolfgang Goethe, die 1832 von Carl Loewe vertont wurde, bezieht sich auf diese Sage. Der Dichter August Kopisch brachte Goethes Gedicht mit seiner Bearbeitung Die Heinzelmännchen (1836) wiederum in Verbindung mit der Kölner Heinzelmännchensage. Im Volksmund wird auch Des kleinen Volkes Hochzeitsfest auf der Eilenburg als Heinzelmännchensage bezeichnet.

## Marketing
Seit der 1050-Jahr-Feier Eilenburgs im Jahr 2011 nutzt die Stadt die Sage verstärkt zum Stadtmarketing. So gibt es seither das Stadtmaskottchen „Heinz Elmann“, dessen Name ein Wortspiel aus dem Wort Heinzelmann darstellt. Diese Figur wird regelmäßig bei Volksfesten und Veranstaltungen in oder mit Bezug zu Eilenburg eingesetzt. Der im Jahr 2000 der Öffentlichkeit übergebene Marktbrunnen vor dem Eilenburger Rathaus hat die Sage ebenso zum Thema. Der von Michael Weihe geschaffene begehbare Brunnen zeigt Figuren der Heinzelmännchensage, am Brunnenrand ist diese nachzulesen.
Die ehedem zum Schloss ausgebaute, ursprünglich slawische Burg Eilenburg soll Schauplatz der Sage gewesen sein. Mit der dortigen Freiflächengestaltung 2016 fand die Sage daher Berücksichtigung. Ein als Lauschberg bezeichneter metallischer Hügel wurde an der Stelle des abgetragenen Schlossbrunnens errichtet. Er verfügt über sieben kleine und große Lauschtrichter, über die verschiedene Geräusche der „Heinzelmännchen“ sowie die von Kindern gesprochene Originalsage der Brüder Grimm zu hören sind. Das in unmittelbarer Nachbarschaft dazu gelegene ehemalige Gefängnis dient heute als Pension für Rad- und Pilgertouristen. Sie trägt den Namen Heinzelberge als Wortspiel aus Heinzelmännchen und Herberge.

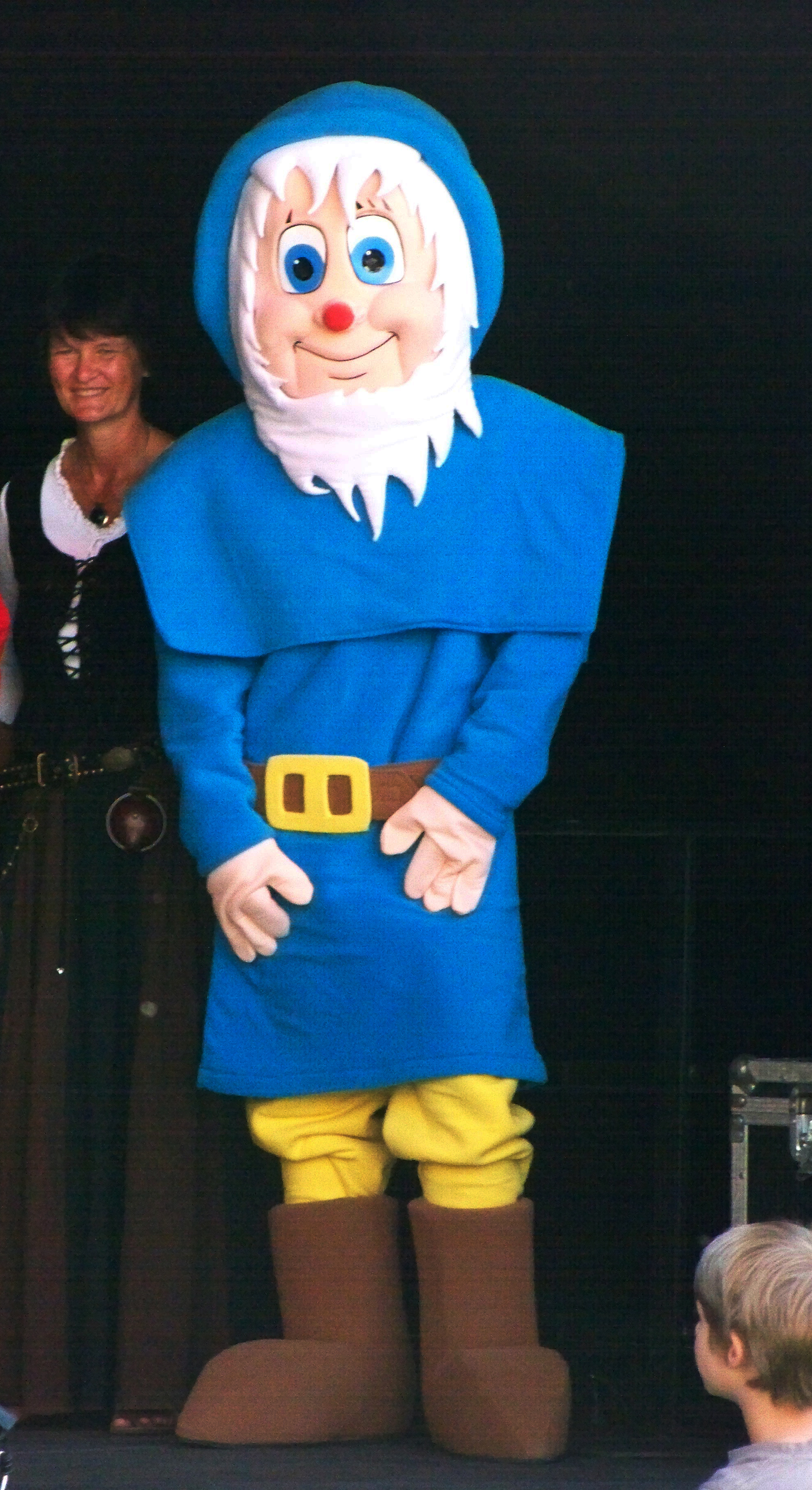
Stadtmaskottchen Heinz Elmann
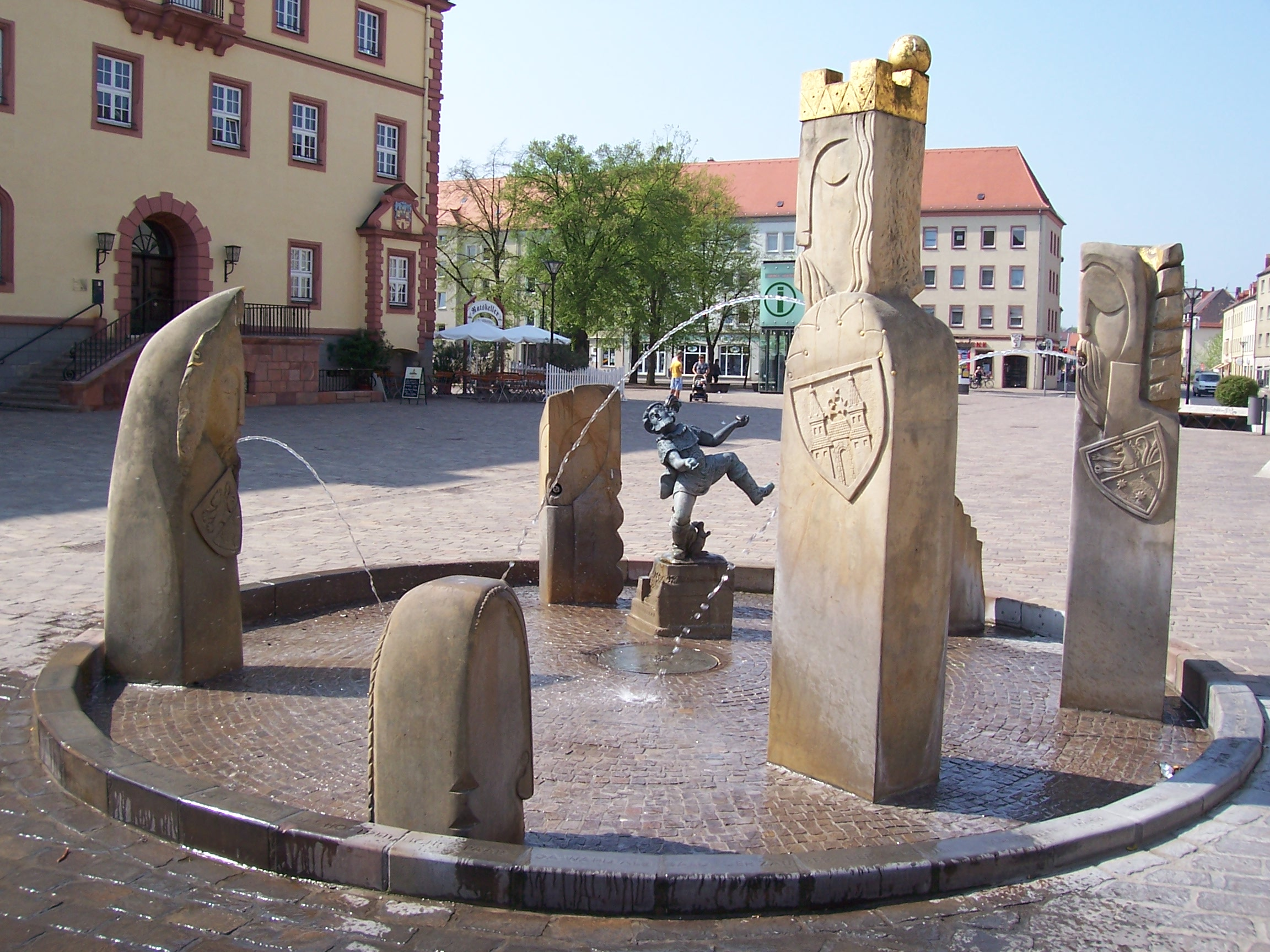
Marktbrunnen in Eilenburg
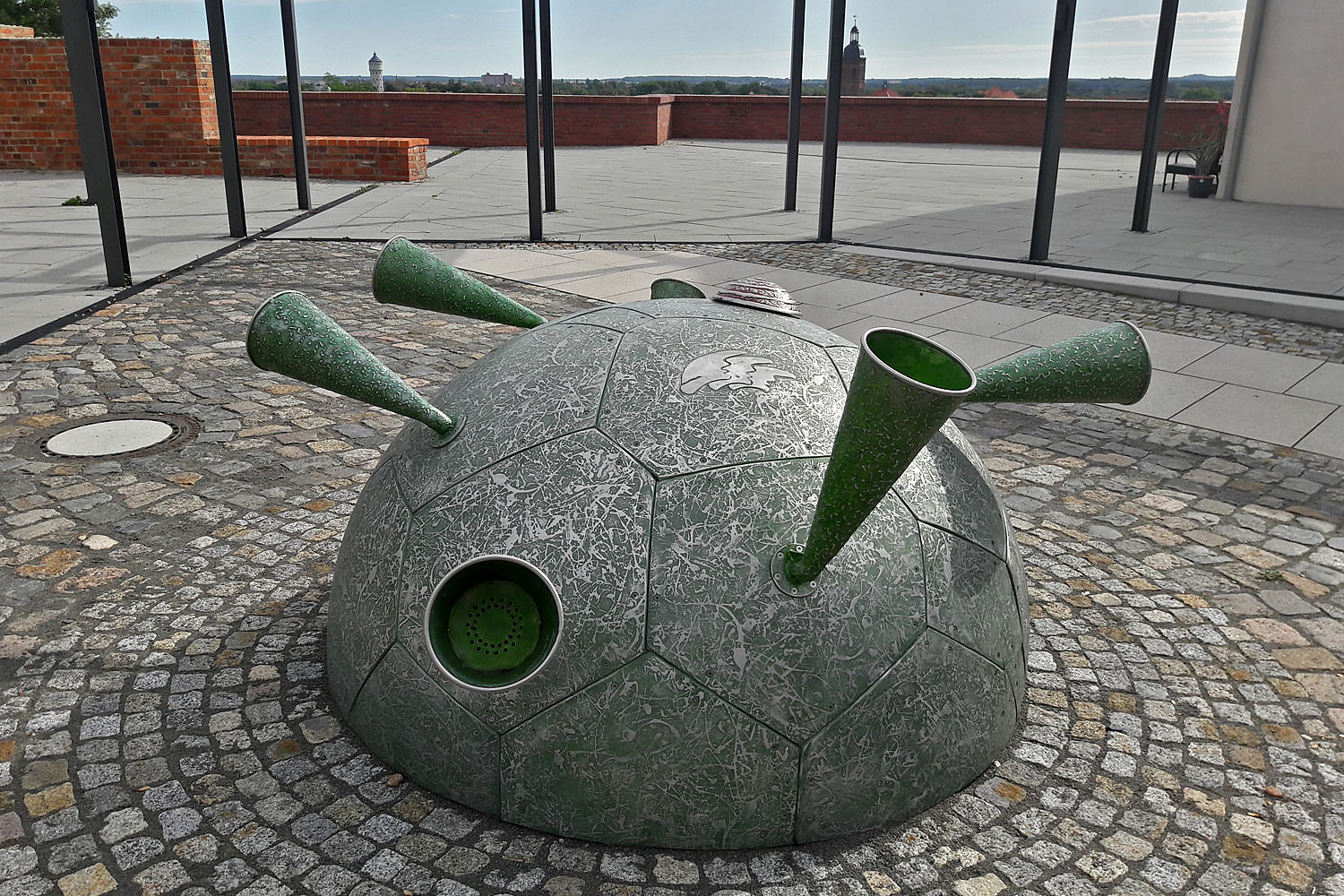
Lauschberg
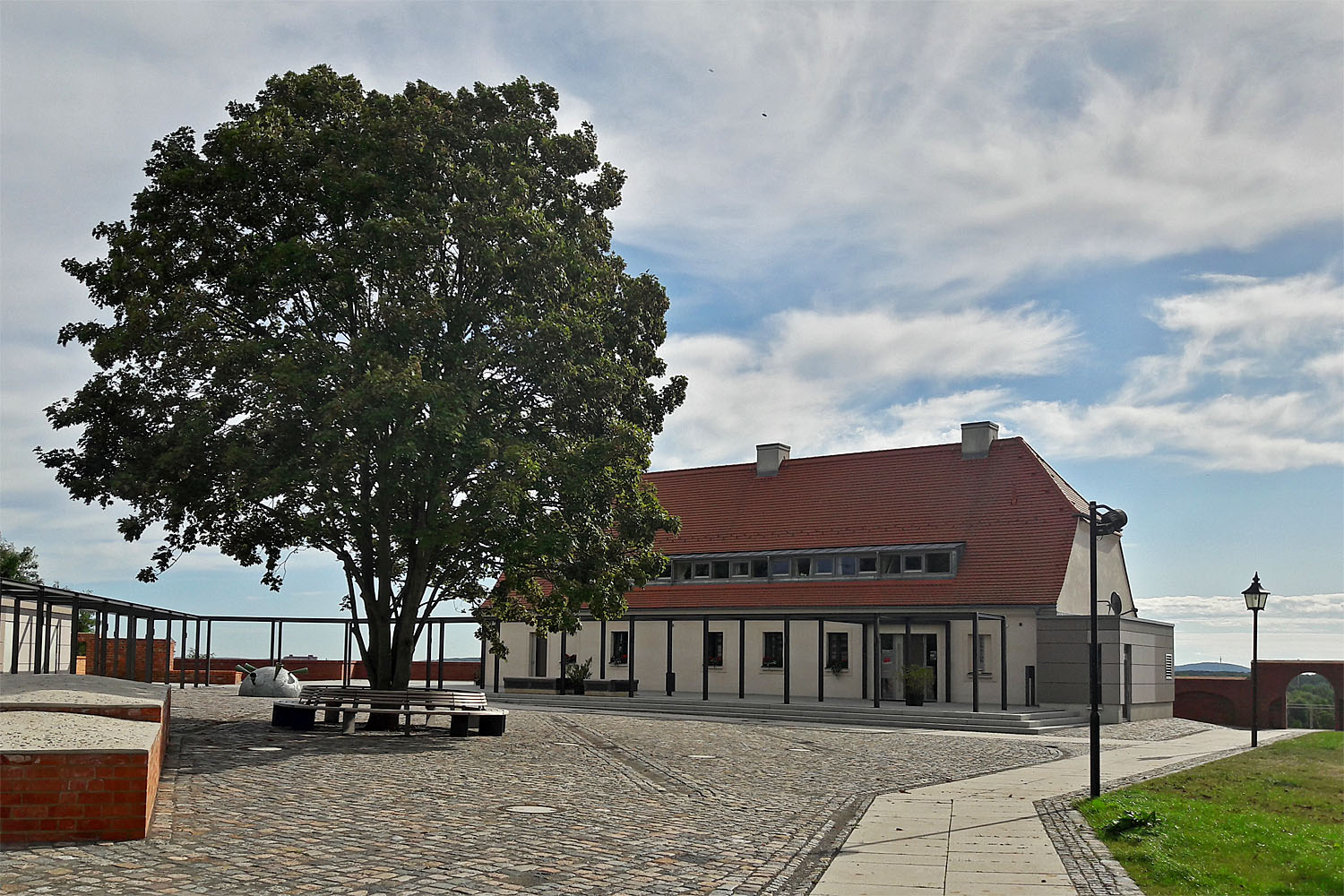
Pension Heinzelberge